# Roeselia polyodonta
Roeselia polyodonta är en fjärilsart som beskrevs av William Schaus 1905. Roeselia polyodonta ingår i släktet Roeselia och familjen trågspinnare. Inga underarter finns listade.